# الکساندر بارد
الکساندر بارد (سوئدی: Alexander Bard؛ زادهٔ ۱۷ مارس ۱۹۶۱) خواننده، اقتصاددان، آهنگساز، جامعه‌شناس، شاعر، خواننده-ترانه‌سرا، موسیقی‌دان، تهیه‌کننده موسیقی، و فیلسوف اهل سوئد است.
او از سال ۱۹۸۲ میلادی تاکنون مشغول فعالیت بوده است.
بارد یکی از اعضای گروه موسیقی Army of Lovers بود.